# Piotr Kobyliński
Piotr Kobyliński (ur. 15 czerwca 1814 w Środzie, zm. 15 maja 1896 w Błaszkach) – polski ksiądz katolicki, działacz społeczny i niepodległościowy, historyk, publicysta, tłumacz; prałat kapituły kaliskiej, proboszcz parafii św. Anny w Błaszkach.

## Życiorys
Urodził się 15 czerwca 1814 w Środzie w Prowincji Poznańskiej. Ukończył Gimnazjum św. Marii Magdaleny w Poznaniu i w 1835 wstąpił do Seminarium Duchownego we Włocławku. W 1836 jako alumn wybitnych zdolności został przeniesiony do Akademii Duchownej w Warszawie, przed ukończeniem studiów został wzięty do wojska. Święcenia kapłańskie przyjął 29 kwietnia 1838 z rąk biskupa Walentego Macieja Tomaszewskiego i przez rok był kapelanem przy wspomnianym biskupie. W latach 1839–1842 pełnił posługę duszpasterską jako wikariusz w parafii św. Mikołaja Biskupa w Kaliszu, a następnie w parafii Wniebowzięcia Najświętszej Maryi Panny w Kaliszu. W 1844 został proboszczem parafii św. Michała Archanioła w Dobrcu Wielkim pod Kaliszem. Za pomoc w przerzucie przez granicę ludzi do przygotowywanego przez Ludwika Mierosławskiego powstania został w 1846 aresztowany i 12 czerwca tego samego roku skazany na zsyłkę na Sybir. Karę tę zamieniono na 3-letnie uwięzienie w klasztorze w Liszkowie na Litwie, gdzie znajdował się dom dla księży demerytów. W 1849 powrócił na probostwo w Dobrzecu i nadal angażował się w działalność społeczno-patriotyczną i oświatową wśród parafian, a później pracę badawczą i publicystyczną.
W 1861 wybrany został na członka Kaliskiej Rady Powiatowej, pełnił funkcję wizytatora szkół elementarnych i szpitali. Podczas powstania styczniowego został wyznaczony na prezesa komitetu Straży Bezpieczeństwa na teren powiatu kaliskiego. W 1865 prowadził poszukiwania grobu księcia kaliskiego Mieszka III Starego i rozpoczął publikacje artykułów historycznych w "Tygodniku Katolickim Grodziskim" m.in. "Kalisz pod względem religijnym" oraz w tygodniku „Kaliszanin” i późniejszym dzienniku „Gazeta Kaliska”, "Pamiętniku Religijno-Moralnym" oraz "Przeglądzie Katolickim". Tematyką jego prac była historia Kaliskiego, kwestie społeczne, historia Kościoła i liturgii. Na łamach "Pamiętnika Religijno-Moralnego" przetłumaczył na język polski wczesnochrześcijański List do Diogneta i opatrzył go komentarzem. W latach 1851–1854 był dziekanem dekanatu kaliskiego, od 1857 kanonikiem kolegiaty kaliskiej. Okresowo pełnił funkcję egzaminatora prosynodalnego, asesora i sędziego surrogota konsystorza kaliskiego. Znał kilka języków obcych, w któch także głosił kazania. W wyniku ciągłego nacisku carskiej Komisji Rządowej przestał być w 1866 proboszczem w przygranicznym Dobrzecu i został administratorem parafii św. Jana Nepomucena w Kliczkowie Małym, skąd w 1882 został przeniesiony do Kraszewic. Od 1882 był prałatem kapituły kaliskiej. W Kraszewicach pobudował w latach 1882–1888 kościół pw. św. św. Piotra i Pawła, a w 1888 został proboszczem parafii w Goszczanowie i wkrótce opracował jej monografię. W Goszczanowie świętował 50. rocznicę święceń kapłańskich. Z kolei w 1891 objął probostwo parafii św. Anny w Błaszkach i doprowadził do konsekracji miejscowego kościoła. Na krótko przed śmiercią pomagał w organizacji uroczystości setnej rocznicy koronacji cudownego obrazu św. Józefa w Kaliszu.
Zmarł 15 maja 1896 w Błaszkach i przy manifestacyjnym udziale tysięcy wiernych został pochowany na miejscowym cmentarzu parafialnym 20 maja tego samego roku.
W powieści "Dziedzictwo" Zofii Kossak został wspomniany jako przedstawiciel stronnictwa białych.